# ماهی‌برقی آزتک
ماهی‌برقی آزتک (نام علمی: Aztecula sallaei) نام یک گونه از تیره کپورماهیان است.